# Proteïna associada a microtúbuls 2
La proteïna 2 associada a microtúbuls és una proteïna en humans codificada pel gen MAP2.

## Funció
Aquest gen codifica una proteïna que pertany a la família de proteïnes associades als microtúbuls. Les proteïnes d'aquesta família es van aïllar originalment ja que es copurifiquen amb la tubulina en experiments de polimerització: la tubulina dels extractes cel·lulars es pot fer polimeritzar per produir microtúbuls (MT) sota la influència de la calor i l'addició de GTP, i després es pot recollir la MT. per centrifugació. Quan això es fa, es recullen una sèrie de proteïnes associades a microtúbuls juntament amb la MT i es poden detectar mitjançant SDS-PAGE i altres mètodes. Els extractes cerebrals són rics en diverses d'aquestes proteïnes, una d'elles és MAP2. L'únic gen MAP2 produeix quatre transcripcions principals que produeixen quatre proteïnes, MAP2A, MAP2B, MAP2C i MAP2D. MAP2A i MAP2B són proteïnes de pes molecular molt alt, amb un pes molecular aparent a SDS-PAGE d'uns 250 kDa, mentre que MAP2C i MAP2D són formes de pes molecular molt més baix amb una mida aparent de SDS-PAGE d'uns 70 kDa. Totes les formes de MAP2 comparteixen una seqüència bàsica comuna que inclou dominis d'unió a MT, 18 seqüències d'aminoàcids que es troben en altres proteïnes associades a MT com ara MAP Tau i MAP1B. Es creu que les isoformes MAP2 estan implicades en el muntatge de MT, que és un pas essencial en la neuritogènesi. MAP2 serveix per estabilitzar el creixement de MT reticulant MT amb filaments intermedis i altres MT. Les isoformes MAP2 són proteïnes citoesquelètiques específiques de la neurona enriquides en dendrites i perikarya, la qual cosa implica un paper en la determinació i estabilització de la morfologia neuronal durant el desenvolupament dfe les neurones. Com a resultat, els anticossos contra MAP2 s'utilitzen àmpliament per identificar cèl·lules neuronals i traçar processos dendrítics en contextos experimentals.

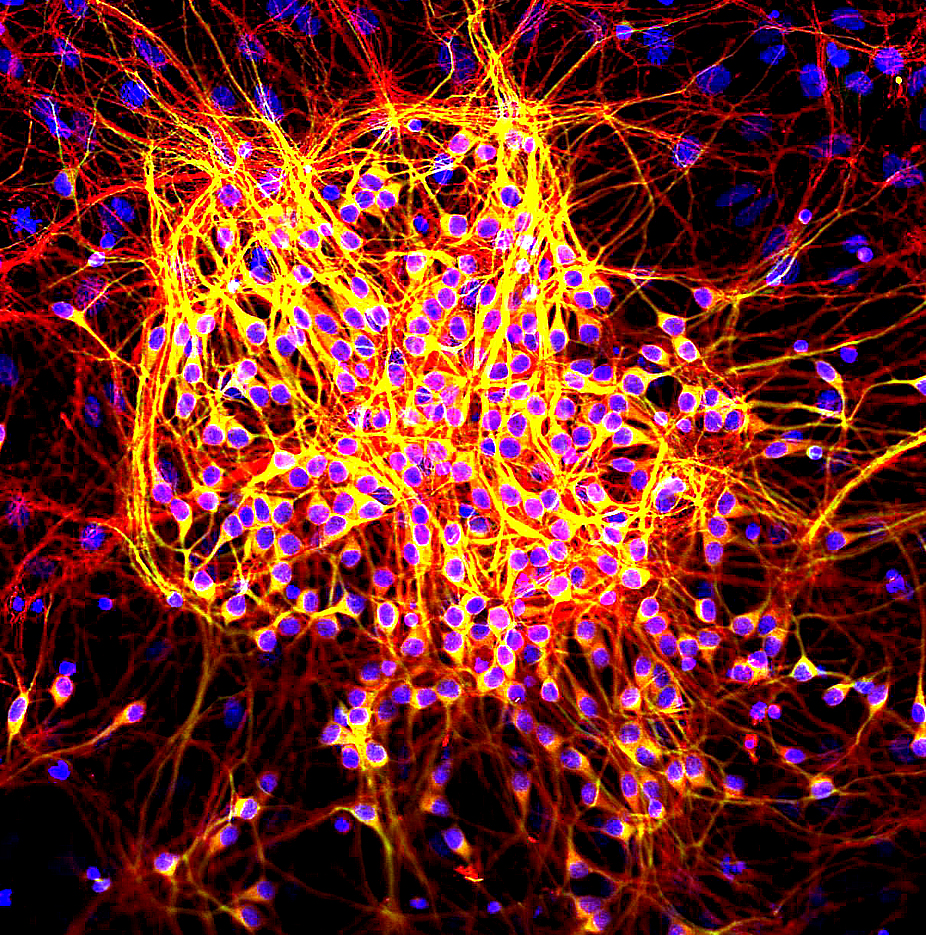
Les neurones es van cultivar en cultiu de teixits i es van tacar amb anticossos contra la proteïna MAP2 en verd i MAP tau en vermell mitjançant la tècnica d'immunofluorescència. MAP2 només es troba a les dendrites i perikarya, mentre que tau es troba no només a les dendrites i perikarya, sinó també als axons. Com a resultat, els axons apareixen vermells mentre que les dendrites i el perikarya apareixen grocs, a causa de la superposició dels senyals vermells i verds. L'ADN es mostra en blau mitjançant la tinció DAPI que destaca els nuclis. Imatge cortesia d'EnCor Biotechnology Inc.

## Interaccions
S'ha demostrat que MAP2 interactua amb Grb2, NEFL i MYO7A. , Totes les isoformes MAP2 s'uneixen als microtúbuls.